# Фізика пучків заряджених частинок
Фі́зика пучкі́в заря́джених части́нок охоплює теоретичні і експериментальні дослідження, інженерно-технічні рішення проблем отримання, прискорення, фокусування, утримання й маніпулювання пучками заряджених частинок, а також вторинного випромінювання, зокрема електронів, позитронів, протонів, іонів з метою їх використання для вирішення фундаментальних та прикладних завдань.

## Напрямки досліджень
Напрямки досліджень:
- Загальні властивості, техніко-економічні показники, тенденції розвитку ефективних джерел і прискорювачів заряджених частинок, зокрема електронів, позитронів, протонів та іонів.
- Інженерно-технічні рішення, методи отримання і прискорення пучків заряджених частинок, формування потоків заряджених частинок, транспортування, нагромадження та охолодження струменів частинок.
- Інженерно-технічні рішення й методи фокусування пучків заряджених частинок із застосуванням засобів електронної та іонної оптик.
- Інженерно-технічні рішення й методи детектування заряджених частинок і вторинного випромінювання, системи для вимірювання параметрів потоків заряджених частинок та вторинного випромінювання.
- Методи аналізу складу пучків заряджених частинок із застосуванням засобів спектрометрії енергії та мас.
- Процеси взаємодії пучків заряджених частинок і речовиною з метою отримання інформації щодо її складу та структури, а також характеристик пучків заряджених частинок, модифікації властивостей речовини, її обробки, зокрема методами імплантації, іонно-плазмового впливу, розпилення, внесення дефектів.
- Прилади та системи, технологічні засоби, що базуються на застосуванні пучків заряджених частинок.